# NGC 3902
NGC 3902是一个位于狮子座的螺旋星系 ，1785年4月6日由威廉·赫歇爾发现，1827年2月19日由約翰·赫歇爾观测。NGC 3902距离地球约1.8亿至1.85亿光年，但依据红移数据推测，NGC 3902距离地球的距离在1.85亿光年和2.4亿光年之间。星系直径约为7.5万光年，属于NGC 3902星系群。